# جامعة مالقة
جامعة مالِقة (بالإسبانية: Universidad de Málaga)‏ هي مؤسسة للتعليم العالي تقع في مالقة بإسانيا. أُسِّسَت عام 1972، وتعج بعدد أربعين ألف طالبًا وألفي باحثًا.
تقف جنبًا إلى جنب مع جامعة إشبيلية وتؤديان دور المحرك الرئيس في مشروع أندلوسيا TECH، الذي حصل على تصنيف الحرم ذي التميز الدولي، الذي تمنحه وزارة التعليم في إسبانيا.